# Глизе 667 C c
Глизе 667 C c — экзопланета в обитаемой зоне, вторая экзопланета у звезды Gliese 667 C в тройной системе Gliese 667. Планета удалена от Земли на ~ 22,7 световых лет.

## Орбита
Планета обращается вокруг красного карлика Глизе 667 C на расстоянии 0,12 а.е., её орбитальный период составляет 28,1 ± 0,5 земных суток.

## Характеристики
Минимальная масса планеты — 3,8 масс Земли. С учётом того, что радиус эффективной земной орбиты в этой системе составляет всего 0.114 а.е., температурный режим планеты, возможно, очень близок к температурному режиму Земли. Моделирование Лаборатории жизнепригодности планет при Университете Пуэрто-Рико в Аресибо показывает, что средняя приповерхностная температура атмосферы будет составлять около 300 К (27 °C) в случае, если планета имеет атмосферу, подобную земной, с парниковым эффектом за счёт наличия 1 % СО2 и при альбедо 0,3. Эффективная температура согласно расчётам составит 246 К (-27 °C) при альбедо как у Земли (0,36). Для сравнения: эффективная температура Земли 249 К, или −24 °C.
Планета получает около 90 % той энергии, что получает Земля от Солнца. Почти наверняка планета находится в приливном захвате, то есть повёрнута к своей звезде только одной стороной.

## Условия для жизни
Если наклонение её орбиты не слишком мало и, соответственно, масса не слишком велика, то парниковый эффект, создаваемый достаточно плотной атмосферой, вполне возможно, создаёт на поверхности планеты достаточно комфортные условия для существования примитивных форм жизни.